# Saab 37 Viggen
Le Saab 37 Viggen (Tonnerre, en suédois) est un avion multirôle conçu et construit par la Suède dans les années 1960. Il se caractérise par une aile delta, des plans canards, et un système d'inversion de poussée permettant des atterrissages courts.

## Historique
En 1963, la force aérienne suédoise émet une demande officielle pour un avion capable de remplacer à la fois l'avion d'attaque Saab 32 Lansen et l'avion de chasse Saab 35 Draken. Les exigences sont de pouvoir voler à Mach 1 à basse altitude et Mach 2 à haute altitude, de pouvoir opérer à partir de portions de route de 800 mètres de long, et de s'intégrer au système de défense STRIL 60.
Ayant mené des études préliminaires dès 1958 sur le successeur du Saab 35 Draken, le constructeur Saab propose le Saab System 37 dès février 1962. Un point intéressant est que l'avion est conçu pour être facilement mis en œuvre par du personnel au sol composé de réservistes peu entraînés. Le projet est accepté à la fin de l'année 1962 et le développement lancé aussitôt.
Le premier des sept prototypes (six monoplaces et un biplace) fait son vol inaugural le 8 février 1967. Cinq versions sont prévues : 
- AJ 37 d'attaque au sol, avec radar air-sol et capacité secondaire d'interception (version initiale) ;
- SF 37 de reconnaissance (premier vol le 21 mai 1973), équipé de 7 caméras dans le nez et de divers autres capteurs, mais dépourvu de radar ;
- SH 37 de reconnaissance maritime (premier vol le 10 décembre 1973) avec un radar amélioré et optimisé pour sa mission, une nacelle sous le fuselage recevant des équipements de reconnaissance nocturne, d'une caméra de prises de vue à grande distance et de contre-mesures électroniques ;
- Sk 37 biplace d'entraînement en tandem (premier vol le 2 juillet 1970). Il dispose d'une dérive plus grande et emporte systématiquement un réservoir externe sous le fuselage, pour compenser la réduction de la capacité des réservoirs internes due à la présence du deuxième siège. Il n'est pas équipé d'un radar ;
- JA 37 d'interception (premier vol le 27 septembre 1974), avec un réacteur RM8B plus puissant, une avionique complètement différente des autres Viggen, un radar air-air et un canon de 30 mm plaqué sous le fuselage.

Une commande de 175 exemplaires est signée en avril 1968 et les livraisons commencent en 1971. En 1974 et 1975, une série d'accidents se produit à cause d'une faiblesse structurelle de l'aile delta. Les premiers exemplaires de série avaient été construits avec une aile moins renforcée que celle des avions suivants, et durent être renvoyés en usine pour une remise à niveau.
Le Viggen restera en service une trentaine d'années au total, sa carrière se voyant prolongée à cause du retard pris par le programme Gripen. Entre 1993 et 1996, une centaine de SF 37, SH 37 et AJ 37 reçoivent différentes améliorations, parmi elles la possibilité d'emporter six missiles AIM-9 Sidewinder au lieu de deux. Ces appareils modernisés reçoivent respectivement les désignations AJSF 37, AJSH 37 et AJS 37.
En sus, les AJSH et AJS reçoivent deux nouveaux armements développés spécifiquement pour le Saab 39 Gripen, le missile anti-navire Rb15 et le lanceur de sous-munitions Bk90.
À la fin des années 1990, une trentaine de JA 37 sont modernisés à leur tour et portés au standard JA 37 D. La mise à jour de l'avionique permet l'emport du nouveau missile air-air AIM-120 AMRAAM.
Les derniers Viggen sont finalement retirés du service en 2005, laissant définitivement la place aux Saab 39 Gripen. Aucun avion n'a été exporté.
Le 17 octobre 2005, un Viggen Sk 37E se pose à l'aéroport du Bourget pour intégrer la collection du Musée de l'Air et de l'Espace. Il y est stationné sur le parking extérieur.

## Variantes
- AJ 37 : Version d'attaque au sol (108 exemplaires) ;
- Sk 37 : Version biplace d'entrainement (17 exemplaires) ;
- SF 37 : Version de reconnaissance avec 7 caméras dans le nez (28 exemplaires) ;
- SH 37 : Version de reconnaissance maritime (27 exemplaires) ;
- JA 37 : Version d'interception (147 exemplaires) ;
- AJS 37 : Version améliorée des AJ 37, SF 37 et SH 37 (une centaine d'avions modifiés).

### Apparitions
Le AJ37 Viggen était disponible aux côtés du F-4 Phantom, du Panavia Tornado, du Mig 27, du F-111F Aardvark et du F-15 Eagle, dans le jeu Fighter Bomber distribué par Activision en 1989 (Atari ST et Commodore Amiga, Amstrad CPC et ZX Spectrum).
Il apparaît dans le jeu de stratégie RTS Wargame: Red dragon. La version AJS 37 a aussi été ajoutée plus récemment dans le jeu de simulation de combat DCS World.
Il apparaît à l'écran d'un téléviseur dans le film Hibernatus,  avec Louis de Funès.
Le JA-37 "JaktViggen" et l'AJ-37 sont disponibles dans le jeu de combat militaire en ligne War Thunder

### Aéronefs comparables
- Dassault Mirage F1
- F-4 Phantom II
- Mikoyan-Gourevitch MiG-23
- Mikoyan-Gourevitch MiG-27
- Yakovlev Yak-45 (en)

### Ordre de désignation
Saab B3 - Saab B5 - Saab 17 - Saab 18 - Saab 21 - Saab 29 - Saab 32 - Saab 35 - Saab 37 - Saab 39